# Giovanni Maria Cornoldi
Giovanni Maria Cornoldi (29 de setembro de 1822 - 18 de janeiro de 1892) foi um acadêmico, autor e pregador jesuíta italiano.

## Vida e carreira
Nascido em Veneza, ingressou na Companhia de Jesus em 1840 e lecionou filosofia em Brixen e Pádua por muitos anos.
Em 1879, por ocasião do VII centenário de Tomás de Aquino, Cornoldi concedeu o encômio em homenagem ao doutor angélico no Colégio de S. Tomás, futura Pontifícia Universidade de S. Tomás de Aquino, Angelicum.
De 1880 até sua morte, ele pertenceu à equipe editorial da Civiltà Cattolica, em Roma, e frequentemente pregava na igreja do Gesù.
Ele morreu em Roma em 18 de janeiro de 1892.

## Obras
Ele era um seguidor de Tomás de Aquino e escreveu muitas obras explicando sua doutrina e refutando o Rosminianismo. Suas Lezioni di Filosofia (1872) foram traduzidas para o latim pelo Cardeal Agostini sob o título Institutiones Philosophicæ ad mentem divi Thomæ; Aquinate.
Além de seus escritos puramente filosóficos, ele publicou um comentário sobre a Divina Comédia de Dante, ilustrado a partir da filosofia e da teologia. Ele fundou academias em homenagem a Tomás em Bolonha e em Roma e criou dois periódicos, La Scienza Italiana e o jornal da Accademia di S. Tommaso.